# Vääräjärvi (sjö i Egentliga Finland)
Vääräjärvi är en sjö i Finland. Den ligger i Vemo kommun i landskapet Egentliga Finland, i den sydvästra delen av landet, 190 km väster om huvudstaden Helsingfors. Vääräjärvi ligger 16 meter över havet. Arean är 5,6 hektar och strandlinjen är 1,29 kilometer lång. Sjön  ingår i Skärgårdshavets kustområde, Åland.   I omgivningarna runt Vääräjärvi växer i huvudsak barrskog.